# RCL1
La proteína similar a la fosfato ciclasa 3'-terminal del ARN es una enzima que en los seres humanos está codificada por el gen RCL1.